# Un bacio e una canzone
Un bacio e una canzone (Ein Lied, ein Kuß, ein Mädel) è un film del 1932 diretto da Géza von Bolváry.

## Produzione
Il film fu prodotto dalla Super-Film GmbH.

## Distribuzione
Distribuito dall'Aafa-Film AG, uscì nelle sale cinematografiche tedesche il 14 aprile 1932.